# Theodor Storm
Hans Theodor Woldsen Storm (Husum, 1817. szeptember 14. – Hanerau-Hademarschen, 1888. július 4.) német író és költő, a német realizmus kimagasló képviselője. Eredeti hivatása jogász volt.

## Élete
Apja, Johann Casimir Storm jogtanácsos volt. Anyja, Lucie Woldsen nagypolgári családból származott. Theodor, a házaspár első gyermeke 1826-tól 1835-ig a husumi gimnáziumba, majd másfél évig a lübecki Katharineumba járt.
Storm már tizenhat évesen írt verseket az akkor népszerű hetilapokban megjelenő versek stílusában. A gimnáziumban ókori költészetet is tanult, s e példák alapján írta első prózáit. Négy költeményét és több írását is lehozták a Husumer Wochenblattban, valamint a Dithmarscher und Eiderstedter Botenban.
Lübeckben ismerkedett meg Ferdinand Rösével, aki megismertette kora modern irodalmával. Intenzíven foglalkozott Goethe Faustjával, Heinrich Heine Buch der Lieder (Énekek könyve) és Joseph von Eichendorff Prosa und Lyrik (Próza és költészet) című műveivel. Storm a kieli, (majd később a berlini) egyetemen jogot hallgatott. Itt lett 1837-ben az Albertina Kiel egyetemi klub tagja. Ekkor kezdődhetett barátsága Theodor és Tycho Mommsennel. Közösen szerkesztették Schleswig-Holstein népdal-, mese- és legendagyűjteményét. 1843-ban barátaival közösen adta ki a Das Liederbuch dreier Freunde (Három barát énekeskönyve) című kötetet.
1843-ban visszatért Husumba, és megnyitotta ügyvédi irodáját.1846-ban feleségül vette tizennyolc éves unokahúgát, Constanze Esmarchot. Hét gyermekük született. A hetedik gyermek születésénél (1865-ben) meghalt Constanze. Már a házasságkötésük után megismerkedett Dorothea Jensennel, akihez szenvedélyes érzelmek fűzték, s akit 1866-ban feleségül is vett. 1849-ben Potsdamban tartózkodott, ekkor jelent meg híres Immensee (Erdei tó) című novellája, de anyagi gondjai voltak, és a köztársasági érzelmű Storm a konzervatív porosz társadalmi környezetben egyre inkább peremre szorult. Újra hazautazott, Poroszország és Dánia 1850-es békekötése ellenére ő békíthetetlen maradt a dán uralommal szemben, ezért az akkor még dán hivatal 1852-ben megvonta ügyvédi engedélyét.
1856-ban kinevezték bírónak a türingiai Heiligenstadt járásban. Miután Dánia 1864-ben elvesztette a háborút Németország ellen, a husumi lakosság Stormot meghívta ispánnak (Vogt). Első felesége halála után keletkezett Storm versciklusa, a Tiefe Schatten (Mély árnyak), ezek tartalmazzák ma legismertebb verseit.
1867-ben, Schleswig-Holstein porosz annektálása után, a porosz államigazgatás megreformálásának következtében az újonnan létrehozott Polgári- és Büntető Bíróságon (Amtsgericht) kapott tanácsosi állást. 1870-ben az akkor 15 éves Ferdinand Tönnies – a szociológia későbbi megalapítója – Theodor Storm személyi titkára lett. 1874-ben meghalt Storm apja, négy évvel később anyja. 1880-ban Stormot nyugdíjazták és Hademarschenbe költözött. 1888 áprilisában jelent meg utolsó prózai műve, a Schimmelreiter (A viharlovas). Storm 1888. július 4-én hunyt el Hademarschenban, gyomorrákban, a husumi St. Jürgen-temetőben helyezték örök nyugalomra.

## Munkássága
Storm a költői realizmus egyik legjelentősebb német nyelvű képviselője, versei és különösen novellái, elbeszélései tették ismertté, számtalan írását mind a mai napig kiadják, A viharlovas több film alapjául is szolgált.
Husumban és az egykori Schleswig Hercegség területén játszódik Storm sok elbeszélése, verse. A husumi székhelyű Theodor-Storm-Gesellschaft (Theodor Storm Társaság) 1400 tagot számlál, és Storm munkásságának kutatásával foglalkozik, önálló irodalomtudományi lapot is kiad – Schriften der Theodor-Storm-Gesellschaft –, a társaság elnöke jelenleg Heinrich Detering irodalomprofesszor.

## Művei
- Der kleine Häwelmann, mese, 1849

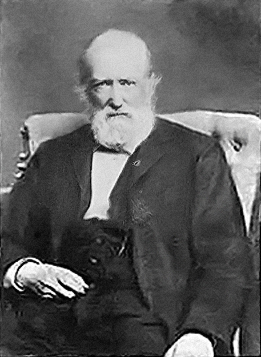
Theodor Storm 1886-ban

- Immensee, novella, Berlin, Duncker, 1851 (Erdei tó)
- Die Stadt, 1852
- Im Sonnenschein, Berlin, Gebrüder Paetel Verlag, 1854
- Gedichte, Berlin, Schindler, 1856
- Auf dem Staatshof, 1859
- Veronica, 1861
- Im Schloß, Erstdruck in: Die Gartenlaube (Leipzig), 1862. Nr. 10–12
- Auf der Universität, Münster, Brunn, 1863
- Die Regentrude. mese, 1863
- Viola tricolor, novella, 1874
- Pole Poppenspäler, novella, Braunschweig, Westermann, 1875 (Bábos Palkó)
- Aquis submersus, novella, Paetel, Berlin, 1877 (Aquis submersus)
- Carsten Curator, novella, Paetel, Berlin, 1878 (Carsten kurátor)
- Renate, novella, 1878
- Die Söhne des Senators, novella, 1880
- Hans und Heinz Kirch, novella, Paetel, Berlin, 1883 (Heinz, a matróz)
- Zur Chronik von Grieshuus, novella, Paetel, Berlin, 1883–1884
- Bötjer Basch, Paetel, Berlin, 1887
- Es waren zwei Königskinder, Berlin, Paetel, 1888
- Der Schimmelreiter, kisregény, Berlin, Paetel, 1888 (A viharlovas)
- Schlaflos
- Ich bin mir meiner Seele
- Knecht Ruprecht
- Sturmnacht
- Weihnachtslied

## Magyarul
- Storm Tivadar: A kastélyban. Beszély; ford. Balla Mihály; Franklin, Bp., 1887 (Olcsó könyvtár)
- A szürke lovas. Regény, 1-2.; Tolnai, Bp., 1926 (Tolnai regénytára)
- Storm Tivadar: Bábjátékos Pali; ford. Rajka László; Minerva Ny., Cluj-Kolozsvár, 1926 (A magyar ifjúság könyvtára)
- Egy vallomás; ford. Moly Tamás; Tolnai, Bp., 1929 (Tolnai regénytára)
- Aquis submersus; ford. Szabó Lőrinc; Magvető, Bp., 1957
- Späte Rosen / Kései rózsák. Novella; ford. Gergely Erzsébet; Terra, Bp., 1958 (Kétnyelvű kis könyvtár)
- A viharlovas / Heinz, a matróz; ford., utószó Szabó Ede; Szépirodalmi, Bp., 1958 (Olcsó könyvtár)
- Pole Poppenspäler története; ford., utószó Kováts Iván; Ifjúsági, Bukarest, 1961
- Erdei tó. Válogatott elbeszélések; ford. Gyurkó László et al., utószó Szabó Ede; Magyar Helikon, Bp., 1962
- Theodor Storm, Gottfried Keller és Conrad Ferdinand Meyer versei; ford. Csengery Kristóf et al.; Európa, Bp., 1986 (Lyra mundi)
- Gottfried Kellerː Gustav Adolfs Page. Gustav Adolf apródja / Theodor Stormː Immensee. Erdei tó; ford. Tandori Dezső; Grimm, Szeged, 1997